# Georg von Braunschweig-Wolfenbüttel
Georg von Braunschweig-Wolfenbüttel (* 22. November 1494; † 4. Dezember 1566 in Verden) war ab 1554 gewählter und bestätigter Bischof von Minden und ab 1558 Erzbischof von Bremen und Bischof von Verden. Während er in Bremen und Verden die Einführung der Reformation zuließ, blieb im Bistum Minden der Katholizismus vorherrschend.

## Herkunft
Georg war ein Sohn des Heinrich I. von Braunschweig-Lüneburg. Im Jahr nach seiner Geburt dankte sein Großvater Wilhelm II. von Braunschweig-Calenberg-Göttingen ab und durch Erbteilung bekam sein Vater, einer von zwei parallelen Herzögen von Braunschweig-Lüneburg, als Landesteil des Herzogtums das Fürstentum Braunschweig-Wolfenbüttel. Damit entstand auch die Welfenlinie Braunschweig-Wolfenbüttel, die das Fürstentum bis 1634 regierte. Georgs Vorgänger in Bremen und Verden, Christoph von Braunschweig-Wolfenbüttel, war sein Bruder.

## Leben
1515 wurde er an der juristischen Fakultät der alten Universität Köln (Universitas Studii Coloniensis) immatrikuliert. Nach dem Tod von Johannes VII. wurde er im Jahr 1527 zum Erzbischof von Riga postuliert, er resignierte jedoch wegen Feindseligkeiten des Wolter von Plettenberg. Er wurde 1534 Propst in Hildesheim, 1535 Dompropst in Köln, 1536 auch Dompropst in Bremen. Ferner hatte er Kanonikate in St. Gereon (Köln) und im Domkapitel zu Straßburg. Im Oktober 1554 wurde er Bischof von Minden, das nach den Reformationsbestrebungen seiner Vorgänger unter ihm wieder zur Ruhe kam. In Minden hatten sich die Welfen in mehreren Auseinandersetzungen gegen den früheren Mindener Bischof Franz von Waldeck das Anrecht auf den Bischofsposten erkämpft. Georgs Vorgänger Julius, der in Minden den welfischen Herrschaftsanspruch ausfüllen sollte, resignierte aber nach nur kurzer Zeit als Bischof-Elekt, weil er überraschend Erbprinz in Wolfenbüttel wurde. Daher wählte das Mindener Domkapitel kurzfristig als „Ersatz“ den Welfen Georg zum Nachfolger von Bischof Julius.
Am 4. April 1558 wurde er einstimmig zum Erzbischof von Bremen und am 14. April zum Bischof von Verden gewählt. Er löste damit seinen verschwenderischen und hochverschuldeten Bruder Christoph ab. Es gelang ihm, die vorher unruhigen Bistümer zu ordnen und die Schulden abzubauen. Die einzige Kriegshandlung während seiner Regierung war die Wiedereroberung der Burg Ottersberg.
Georg wird als fürstlicher, feingebildeter Lebemann beschrieben, der den Umgang mit Gelehrten liebte. Er war gastfreundlich und wohltätig, was ihm durch seine zahlreichen Pfründen ermöglicht wurde. Georg starb am 4. Dezember 1566 in Verden. Bestattet wurde er im Dom zu Verden. Das gemeinsame Grabmal errichtete Fürstbischof Philipp Sigismund von Braunschweig-Wolfenbüttel.

## Reformation
Im Erzstift Bremen war die Reformation trotz des erbitterten Widerstandes des streng katholischen Christoph von Braunschweig-Wolfenbüttel weit fortgeschritten. Obwohl selbst katholisch, aber wahrscheinlich durch seinen lutherischen Kanzler Heinrich Borcholt den reformatorischen Ideen zugeführt, förderte Georg die Reformation, indem er in Verden die von Luther gebilligte Bremische Kirchenordnung einführte. Um diese zu sichern, nahm er 1564 Eberhard von Holle zum Koadjutor von Verden an, in Bremen verweigerte das Domkapitel dazu seine Zustimmung. In Minden scheint er sich neutral verhalten zu haben. Papst Pius V. hatte Georg 1566 noch aufgefordert, im Interesse des katholischen Glaubens zu handeln, was Georg aber ignorierte. Auf seinem Totenbett empfing er das Abendmahl unter beiderlei Gestalt.

## Nachkommen
Georg blieb unverheiratet, zeugte aber mit seiner aus dem Elsass stammenden Lebensgefährtin Ottilie Lorima zwei illegitime Söhne, Willhelm und Heinrich, bekannt als Dux von Ehrstein. Beide fielen aber noch in jungen Jahren.